# Максвелл Кабеліно Андраде
Ма́ксвелл Шерре́р Кабелі́но Андраде́, відомий як Ма́ксвелл (порт. Maxwell Scherrer Cabelino Andrade; нар. 27 серпня 1981 року, Кашуейру-ду-Ітапемірін, Бразилія) — колишній бразильський футболіст, лівий захисник. Виступав у складі клубів «Аякс» (Амстердам), «Інтер» (Мілан), «Барселона», «Парі Сен-Жермен», а також національній збірній Бразилії. Переможець Ліги Чемпіонів УЄФА, чемпіон чотирьох країн — Нідерландів, Італії, Іспанії і Франції.

## Клубна кар'єра
Максвел є вихованцем футбольного клубу «Крузейру». В «Крузейру» він провів один сезон, після чого його помітили скаути нідерландського «Аякса». В «Аяксі» бразилець провів 5 сезонів і зіграв 114 матчів. У 2006 році він перейшов в «Інтер», але там закріпитися не зміг, тому пішов в оренду в «Емполі». Повернувшись з оренди він провів за «Інтер» 3 сезони, і зіграв 79 матчів. 17 липня 2009 року він перейшов у «Барселону». З 2012 по 2017 рік грав у клубі «Парі Сен-Жермен».
27 травня 2017 року Максвелл завершив кар'єру.

## Досягнення
- Володар Кубка Бразилії: 2000.
- Чемпіон Нідерландів: 2001-02, 2003-04.
- Володар Кубка Нідерландів: 2001-02, 2005-06.
- Володар Суперкубка Нідерландів: 2002, 2005.
- Чемпіон Італії: 2006-07, 2007-08, 2008-09.
- Володар Суперкубка Італії: 2006, 2008.
- Чемпіон Іспанії: 2009-10, 2010-11.
- Володар Суперкубка Іспанії: 2009, 2010, 2011
- Переможець Ліги Чемпіонів УЄФА: 2010-11.
- Володар Суперкубка УЄФА: 2009, 2011.
- Переможець клубного чемпіонату світу: 2009, 2011.
- Чемпіон Франції: 2012-13, 2013-14, 2014-15, 2015-16
- Володар Кубка Франції: 2014-15, 2015-16, 2016-17
- Володар Кубка французької ліги: 2013-14, 2014-15, 2015-16, 2016-17
- Володар Суперкубка Франції: 2013, 2014, 2015, 2016